# Šerif Topal Osman-paša
Šerif Topal Osman-paša (Izmir, 1804. – Istanbul, 1874.), posljednji je vezir Bosanskog pašaluka (1861. – 1867.) i prvi valija Bosanskog vilajeta (1867. – 1869. i 1869. – 1869.). U Bosni i Hercegovini je proveo upravne, kulturne i gospodarske reforme. Ostavio je veliki trag na razvoj Sarajeva u drugoj polovini 19. stoljeća.

## Životopis
Šerif Topal Osman-paša rođen je blizu grada Izmira u Maloj Aziji 1804. godine. Pošto je stekao solidno vojničko obrazovanje, bio je neko vrijeme pomorski časnik, a zatim je službovao u Egiptu kod poznatog valije Muhammeda Alija, osnivača suvremenog Egipta. Poslije je i sam bio namjesnik u više ejaleta, a prije dolaska u Bosnu bio je beogradski muhafiz (zapovjednik grada). 
Prema pisanju povjesničara Hamdije Kreševljakovića, Šerif Topal Osman-paša bio je "lijepo izobražen, pun iskustva, vrlo napredan i neobično marljiv. Bio je veliki turski rodoljub, pa je napredak Bosne smatrao i napretkom Turske. Bosnu je tako zavolio, kao da je u njoj ponikao... U Bosni je proveo reforme koje je zaveo Mahmud II., a nastavio Abdul Medžid I.".
Gradio je puteve uz Neretvu i Bosnu. Izgradio je dobre kolske putove s kamenom podlogom, kakvih ranije nije bilo, kako bi se roba i putnici brže prevozili. Uspostavio je Upravni savjet kao savjetodavni organ valije i vilajetsku skupštinu sastavljenu od vilajetskih sandžak-begova; sagradio je modernu prometnicu Sarajevo–Bosanski Brod radi jačanja gospodarskih veza s habsburškim zemljama; uveo je poštansku i telegrafsku liniju Sarajevo–Travnik–Banja Luka–Bosanska Gradiška. Uspostavio je prvu brzojavnu vezu preko Bosne, iz Europe prema Istanbulu i dalje prema Indiji.
U Sarajevu je osnovao prvu bolnicu (vojnu), a od prihoda Gazi Husrev-begova vakufa i dvije civilne bolnice, za muškarce i žene. Isto tako, otvorio je stručnu i srednju školu, knjižnicu, čitaonicu i tiskaru (1866.), koja je izdavala nekoliko novina na turskom i domaćem jeziku. Prvi broj tjednog lista Bosanski vjestnik izašao je 7. travnja 1866. Otvorio je ruždije, prve svjetovne škole za mlade Bošnjake, kako bi se bolje pripremili za život.
Riješio je problem velikog broja izbjeglih Bošnjaka koji su 1860. – 1863. godine protjerani iz Srbije, sagradivši za njih nova naselja u sjevernoj Bosni: Kozluk, Brezovo Polje, Gornju Aziziju (Bosanski Šamac), Donju Aziziju (Orašje), Orahovu (pokraj Bosanske Gradiške) i Bosansku Kostajnicu. Ustrojio je 16 bataljuna redovne vojske koja je služila za obranu Bosne te uveo obavezu nošenja uniformi i cipela za vojnike, po europskom uzoru. Različitim mjerama sprječavao je širenje velikosrpske ideologije među bosanskohercegovačkim Srbima (protjerivanje Vase Pelagića iz Bosne) i utvrđivao osmansko-srpsku granicu na Drini.
Šerif Topal Osman-paša izgradio je prvu pivovaru u Sarajevu - Sarajevsku pivovaru (1864.). To je bio presedan u Carstvu, uključujući i Osman-pašino aktivno sudjelovanje na svečanosti otvaranja. Vlasnik Sarajevske pivare u kvartu Kovačići bio je Josef Feldbauer. Gradio je i pilane i vojarne (početnu jezgru bivše kasarne Maršal Tito, sada Kampus Sveučilišta u Sarajevu), rezidenciju Konak, Vakufske bolnice u Sarajevu i Tuzli kao moguće nove vakufske bolnice u Bosni i Hercegovini.), Veliki han (1883., u ulici Samardžije).
Realizirajući svoj plan urbanističke modernizacije Sarajeva, između ostalog, probio je i ulicu Telali (od Mustaj-pašinog mejdana do Baščaršije); sagradio je i ljetnikovac na onovremenoj periferiji (pri odlasku iz ovog grada prodao ga je obitelji Čengić, po kojoj nosi naziv današnji kvart Čengić Vila.). Na vrhu najstarijeg sarajevskog naselja Vratnik, odmah do Višegradske kapije, Šerif Topal Osman-paša podigao je ljetnu rezidenciju. Po odlasku iz Sarajeva, prodao ju je Ćatićima, pa se danas taj objekt naziva Ćatićeva kula.
Osman-paša je imao dosta neprijatelja koji su željeli njegov odlazak s mjesta sultanovog namjesnika u Bosni. To je došlo do izražaja 1867. godine, kada je postojala opasnost od nemira u susjednoj Srbiji. Za smjenu Osman-paše naročito je bila zainteresirana Rusija, koja je preko svog generalnog konzula u Sarajevu Šćulepnikova nastojala to ostvariti. On je optužio Osman-pašu da se nezakonito obogatio kupujući konfiscirana imanja bivšeg gradačačkog kapetana Husein-bega Gradaščevića. Ipak ove optužbe nisu tada imale željenog učinka. Netrpeljivost ruskih diplomata prema ovom bosanskom veziru nastavljena je. Konačno je krajem 1868. godine stigla vijest iz Istanbula o njegovoj smjeni: Osman-paša je imenovan za namjesnika u Ruščuku, a na njegovo mjesto dolazi bivši zapovjednik osmanske vojske u Bosanskom vilajetu Omer Fevzi-paša.
Međutim, Šerif Topal Osman-paša nije želio tek tako otići iz Bosne, te je preko svojih veza u Istanbulu pokušao zadržati mjesto namjesnika. Osim toga, za njega su se zauzeli muslimani i Židovi u Sarajevu, a njima se pridružio i mitropolit Dionizije. Oni su uputili telegram velikom veziru Ali-paši moleći ga da Osman-paša ostane u Bosni, navodeći mnogobrojne njegove zasluge.
Šerif Topal Osman-paša je, nakon obavijesti o premještaju, u veljači 1869. godine krenuo iz Sarajeva. Kada je stigao u Brčko, saznao je da je ponovo postavljen za namjesnika Bosne te se 17. veljače 1869. godine vratio u Sarajevo. Nije se dugo zadržao, pa je već 25. svibnja 1869. godine ponovo smijenjem s dužnosti. 
Nakon povlačenja iz službe umro je u Istanbulu 1874. godine.

## Vanjska politika
Osim zasluga za provođenje reformi u Bosni, Osman-paša je često putovao nastojeći održavati prijateljske odnose sa susjednim zemljama. To je bilo u interesu Visoke Porte, jer je Bosanski pašaluk bio dio Osmanskoga Carstva, a Osman-paša predstavnik sultana. Tako je u ožujku 1860. godine Osman-paša dobio zadatak iz Istanbula da u ime sultana oda počast austrijskom caru Franji Josipu I. koji je tada bio u posjeti Hrvatskoj i Dalmaciji. Reformski sultan Abdul Aziz želio je učvrstiti odnose sa susjednom Austrougarskom, te je brzojavno uputio spomenutu poruku bosanskom veziru. Tako je nastao prvi susret Šerif Topal Osman-paša s Franjom Josipom I. Drugi put je to bilo 1869. godine, a oba puta je to bilo u Rijeci. Posljednje Osman-pašino putovanje u Rijeku i prijem kod austrougarskog cara Franje Josipa I., bila je njegova posljednja službena posjeta na dužnosti sultanovog namjesnika u Bosni. Već 25. svibnja iste godine Osman-paša je pozvan u Istanbul, a za novog namjesnika u Bosni je imenovan Safvet-paša.

## Vanjske povezice
- Topal, Osman-paša